# Nariyuki Masuda
Nariyuki Masuda (jap. 増田 成幸, Masuda Nariyuki; * 23. Oktober 1983 in Sendai) ist ein japanischer Radrennfahrer.

## Karriere
Nariyuki Masuda wurde 2012 Zweiter im nationalen Straßenrennen. 2013 wechselte er zum italienischen UCI WorldTeam Cannondale. Aufgrund der Fusionierung des Teams mit Garmin-Sharp, musste er sich ein neues Team suchen. Masuda ging zurück zu Utsunomiya Blitzen, wo er bereits von 2011 bis 2012 war. 2014 gewann er die Tour de Okinawa. Hinzu kam ein zehnter Gesamtrang bei der Japan-Rundfahrt. 2015 erreichte er den zweiten Rang bei den nationalen Meisterschaften im Einzelzeitfahren und Rang drei im Straßenrennen. 2016 gewann er bei der Tour de Hokkaidō die Gesamtwertung, die Bergwertung und eine Etappe. Bei den Asiatischen Radsportmeisterschaften 2017 war er Teil des Teams, das Silber im Mannschaftszeitfahren gewann. 2019 gewann er die Tour de Okinawa zum dritten Mal und 2021 eine Etappe der Tour of Japan. Bei den asiatischen Meisterschaften belegte er im Straßenrennen Platz sieben.

## Erfolge
2014
- Tour de Okinawa

2016
- Gesamtwertung, Bergwertung und eine Etappe Tour de Hokkaidō
- Tour de Okinawa

2017
- Asienmeisterschaft – Mannschaftszeitfahren

2019
- Japanischer Meister – Einzelzeitfahren
- Tour de Okinawa

2021
- Gesamtwertung, Bergwertung und eine Etappe Tour of Japan